# Pol Braekman
Pol Braekman, född 22 november 1919, död 15 november 1994, var en friidrottare från Belgien. Han deltog vid olympiska sommarspelen 1948.